# Vardeflaket
Vardeflaket (norwegisch für Steinhaufenfirn) ist ein 632 m hoher Berg im ostantarktischen Königin-Maud-Land. Er ragt in den Kraulbergen auf.
Wissenschaftler des Norwegischen Polarinstituts benannten ihn 1970.